# Kanton Mondoubleau
Kanton Mondoubleau (francouzsky Canton de Mondoubleau) je francouzský kanton v departementu Loir-et-Cher v regionu Centre-Val de Loire. Tvoří ho 14 obcí.

## Obce kantonu
- Arville
- Baillou
- Beauchêne
- Choue
- Cormenon
- Mondoubleau
- Oigny
- Le Plessis-Dorin
- Saint-Agil
- Saint-Avit
- Saint-Marc-du-Cor
- Sargé-sur-Braye
- Souday
- Le Temple